# Polyspilota seychelliana
Polyspilota seychelliana är en bönsyrseart som beskrevs av Giglio-tos 1911. Polyspilota seychelliana ingår i släktet Polyspilota och familjen Mantidae. IUCN kategoriserar arten globalt som livskraftig. Inga underarter finns listade i Catalogue of Life.